# Alan Jackson (Schlagzeuger)
Alan Richard Jackson (* 5. Januar 1940 in Mottingham, London) ist ein britischer Schlagzeuger des Modern Jazz.

## Leben und Wirken
Jackson arbeitete zunächst als Grafikdesigner, bevor er sich mit 21 Jahren dem Schlagzeugspiel widmete. Bereits in den frühen 1960er Jahren begann seine Zusammenarbeit mit Mike Westbrook; während der zweiten Hälfte des Jahrzehnts spielte er auch in den Bands von John Surman sowie Howard Riley sowie im New Jazz Orchestra. In den frühen 1970er Jahren arbeitete er weiterhin mit Westbrook (auch in dessen Solid Gold Cadillac) und war an mehreren von dessen Alben beteiligt, weiterhin wirkte er mit der Bigband von John Warren, mit Alan Cohen und in Projekten um Surman und Mike Osborne. Daneben leitete er seine eigene Gruppe Kincade. Dann arbeitete er mit Dick Morrissey, Bob Barter, Marion Montgomery, Julian Bahula und mit Humphrey Lyttelton. Seit 1983 war er wieder mit Kincade aktiv. Daneben war er in den 1980er und 1990er Jahren mit Dave Greens Fingers ebenso zu hören wie mit dem Pasadena Roof Orchestra und dem Trio von Michael Garrick, später auch mit dessen Jazz Orchestra.
Daneben ist Jackson auch als Dozent an der Royal Academy of Music tätig.

## Diskographische Hinweise
- Keith Tippett You Are Here… I Am There (Polydor 1970)
- Harry Becketts Joy Unlimited – Got It Made (Ogun 1976)
- Michael Garrick Big Band Harriott (2004)

## Lexigraphische Einträge
- John Chilton Who’s Who of British Jazz. 2004, ISBN 0-8264-7234-6.